# Pouzolzia mixta
Pouzolzia mixta là loài thực vật có hoa trong họ Tầm ma. Loài này được Solms miêu tả khoa học đầu tiên năm 1864.